# Метавулканічні породи

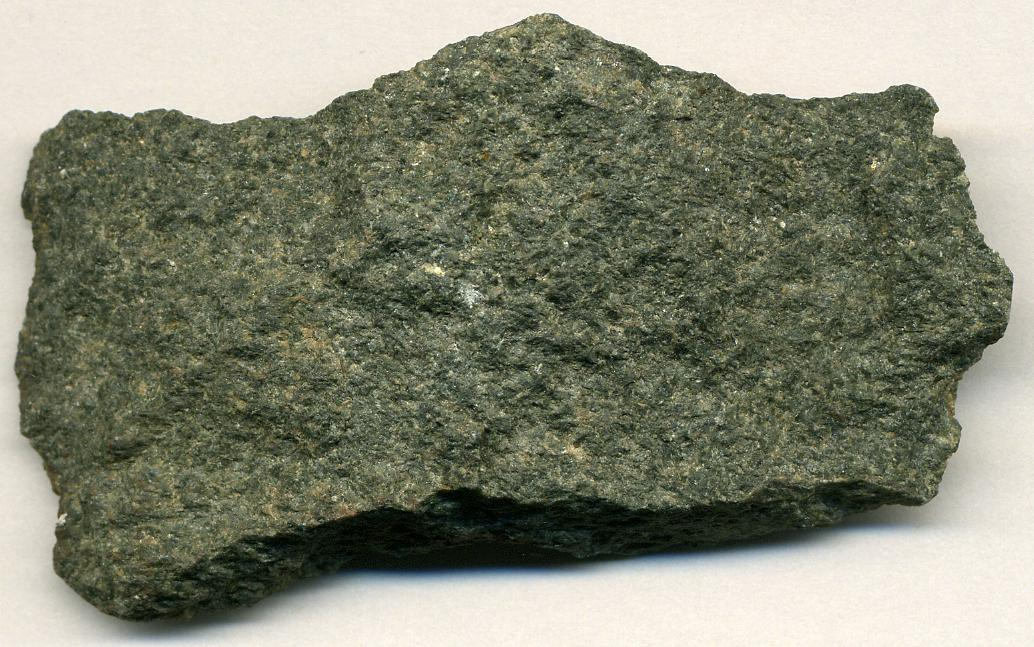
Метавулканічна порода (метабазальт) з Мічигану, США

Метавулканічна порода — це вулканічна порода, яка має ознаки метаморфізму. Іншими словами, порода спочатку була утворена внаслідок вулканічних процесів у вигляді лави або тефри. Потім така порода піддавалася високому тиску та/або високій температурі, наприклад, шляхом поховання під молодшими породами, що призвело до перекристалізації початкової вулканічної породи. Метавулканічні породи іноді неофіційно описуються як метавулканіти.
Якщо за властивостями метавулканічної породи можна визначити первинний тип вулканічної породи (зокрема, якщо ступінь метаморфізму незначний), порода називається точніше, застосовуючи префікс мета- до оригінального типу породи. Наприклад, слабометаморфізований базальт буде описаний як метабазальт, або слабометаморфізований туф як метатуф.
Метавулканічні породи зазвичай зустрічаються в зеленокам'яних поясах.